# Sphenocassis
Sphenocassis – rodzaj chrząszczy z rodziny stonkowatych i podrodziny tarczykowatych.
Chrząszcze te mają rozpłaszczone brzegi przedplecza i pokryw. Głowa ich ma szeroki, ale co najwyżej dwukrotnie szerszy niż długi nadustek z delikatnie zaznaczonymi liniami bocznymi oraz pozbawioną podłużnego żeberka przez środek i kolców na przedniej krawędzi wargę górną. Czwarty człon przysadzistych czułków jest nagi, podobnie jak trzy poprzednie. Przedplecze swą największą szerokość osiąga na środku długości lub przed nim. Kąty boczne przedplecza bywają zaokrąglone do prawie kanciastych, a jego nasada ma wykrojenia naprzeciwko barków pokryw. Powierzchnia przedplecza jest grubo punktowana. Przedpiersie na przedzie formuje kołnierz, u większych gatunków mający wycięcia po bokach. Skrzydełka przedpiersia pozbawione są głębokich dołków. Punktowanie dysku jak i boków pokryw jest grube i bezładne, a separujący te ich części rządek punktów jest słabo zauważalny lub całkiem zanikły. Odnóża środkowej pary nie mają guzków wierzchołkowych na spodniej krawędzi ud. Stopy mają ostatni segment niezmodyfikowany, zaś pazurki pozbawione ząbków.
Wszyscy przedstawiciele rodzaju są endemitami Madagaskaru.
Takson ten wprowadzony został w 1911 roku przez Franza Spaetha wraz z rodzajem Torbinia, który został zsynonimizowany ze Sphenocassis w 1999 roku przez Lecha Borowca. Zalicza się do niego 8 opisanych gatunków:
- Sphenocassis anosibensis Borowiec, 2002
- Sphenocassis humerosa (Fairmaire, 1898)
- Sphenocassis imerina (Spaeth, 1926)
- Sphenocassis impressipennis Borowiec, 2002
- Sphenocassis incisicollis (Spaeth, 1911)
- Sphenocassis praerupta (Spaeth, 1918)
- Sphenocassis punctatissima (Weise, 1910)
- Sphenocassis rotundella Borowiec, 2002